# ペリンコバク

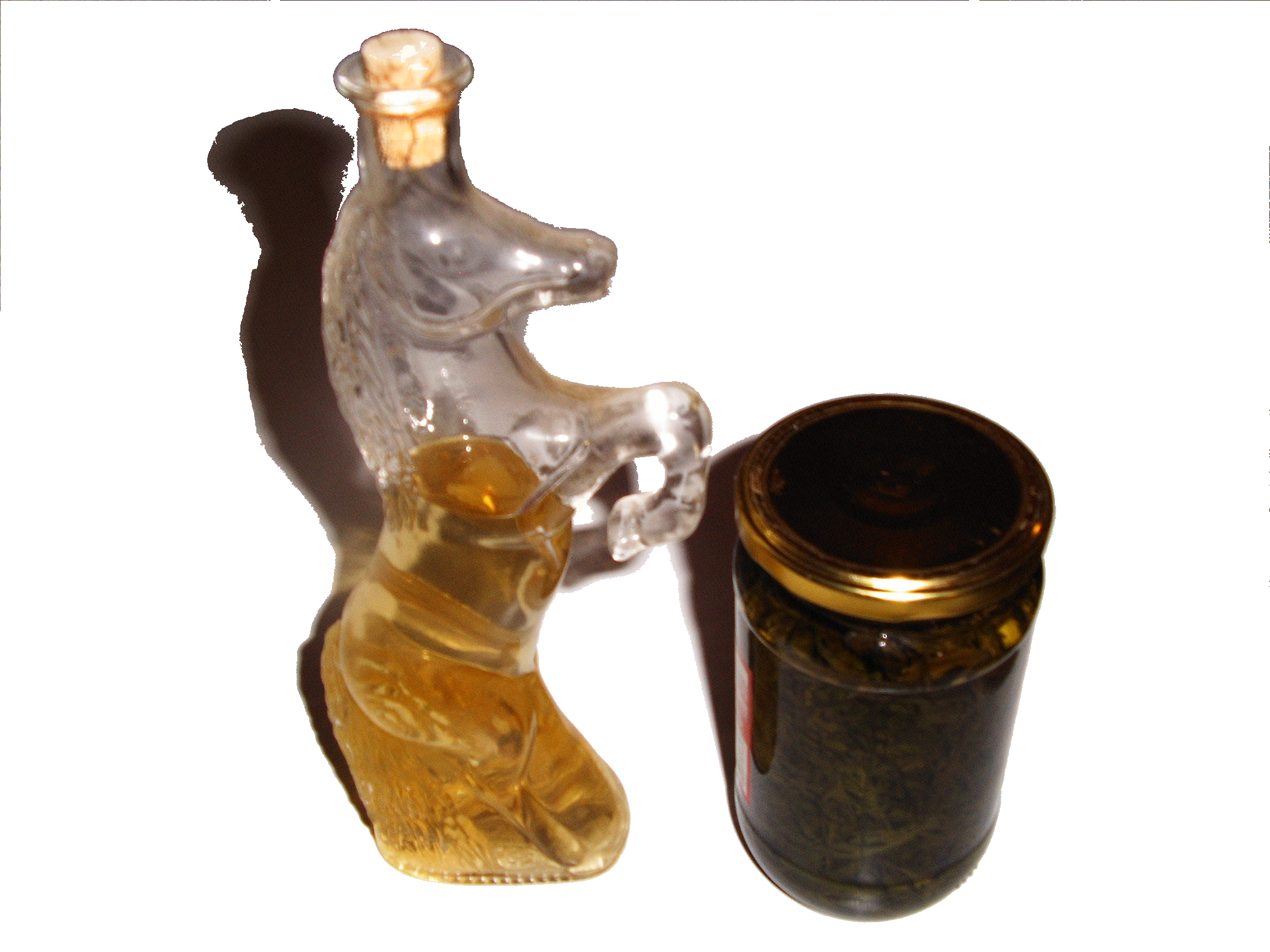
ペリンコバク

ペリンコバク(Pelinkovac)はヨモギ属の植物(クロアチア語やセルビア語でpelen又はpelin)を用いた苦いリキュールである。
クロアチアやセルビア、モンテネグロ、ボスニア・ヘルツェゴビナ、北マケドニア、ブルガリア、スロベニアで人気が有る。
度数は28～35度で、イエーガーマイスターに似ている。

## 歴史
Badel Pelinkovacは、ナポレオン3世時代(1852年～1870年)のフランス宮廷で飲まれた最初のクロアチア製の飲み物である
2017年1月にBadel Pelinkovacのアメリカ合衆国への輸出が開始された。
輸出許可に2年も費やした。
既に30ヶ国に輸出している。

## 銘柄
- クロアチア
  - DalmacijavinoのPelinkovac(スプリト、28度)
  - Maraska製造所のMaraska Pelinkovac(ザダル、28度)
  - Darna製造所のRovinjski Pelinkovac(ロヴィニ)
  - Badel製造所のBadel Pelinkovac(ザグレブ、32度、1871年～)

- セルビア
  - Gorki List(スボティツァ、2009年に倒産後に設備はスロベニアに移転された[4]。現在はスロベニアのGrenki List社になっている[5]

- ボスニア・ヘルツェゴビナ
  - MB ImpexのZlatni Pelin(バニャ・ルカ、28度、23種のハーブを使用、2006年～)

他にもスロベニアやイストリア半島、イタリア北東部のトリエステやフリウリにも小規模な製造所が有る。
- アメリカ合衆国
  - Marsalle社のPelinkovac(ケンタッキー州ルイビル、35度)

## 派生品
- Half Pelinkovac
- Pelinkovac Orange
- Premium Pelinkovac (旧式Pelinkovac)
- Štrukani pelinkovac(レモンを一片絞る)

## 同様の飲み物
- ブルガリア: ペリン(пелин)はワインの一種で、34種のハーブや複数の果物、セイヨウオトギリ、林檎、マルメロから作る[6]。炭酸で割る事が多い。
- ルーマニア: vin pelinはニガヨモギの苦いワイン。
- ポーランド: nalewka の一種のPiołunówka。